# Perizoma herbicolata
Perizoma herbicolata là một loài bướm đêm trong họ Geometridae.